# Rože
Rože falu Horvátországban Split-Dalmácia megyében. Közigazgatásilag Triljhez tartozik.

## Fekvése
Splittől légvonalban 36, közúton 59 km-re északkeletre, Sinjtől légvonalban 17, közúton 20 km-re délkeletre, községközpontjától 18 km-re északkeletre a dalmát Zagora területén, a Kamešnica-hegység magasan fekvő déli lejtőin, a bosnyák határ mellett fekszik. A településen halad át a Voštanébe menő út.

## Története
Ezen a magasan fekvő hegyvidéki területen már az ókorban letelepedtek az illír pásztorok. Az illírek egyik ősi várának maradványai ma is látszanak a szomszédos Voštane felett. A vidék a középkorban is lakott maradt, erről mesélnek a környék több településén is megtalálható középkori sírkövek. A török 1513 körül szállta meg e területet. Az 1699-es karlócai béke török kézen hagyta. Végleges felszabadulása csak az újabb velencei-török háborút lezáró pozsareváci békét követően 1718-ban történt meg, mely az új határt a Kamešnica-hegységnél húzta meg. A Kamešnica környéki falvakat a velencei uralom első éveiben telepítették be Hercegovinából érkezett keresztény lakossággal. Lelki szolgálatukat a sinji ferences kolostor szerzetesei látták el. Rože kezdetben az otoki plébániához tartozott. 1750-ben az egyházlátogatáskor az érseket képviselő Candido kanonok (Bizza érsek Otokon maradt) három otoki és hét garduni családról számolt be, akik itt telepedtek meg. A település lakossága ekkor 147 fő volt. A velencei uralomnak 1797-ben vége szakadt és osztrák csapatok vonultak be Dalmáciába. 1806-ban az osztrákokat legyőző franciák uralma alá került, de Napóleon lipcsei veresége után 1813-ban újra az osztrákoké lett. 1849-ben érseki rendelettel megalapították a vodšanei plébániát, melyhez Rožét is hozzá csatolták. 1857-ben 206, 1910-ben 233 lakosa volt. 1918-ban az új szerb-horvát-szlovén állam, majd később Jugoszlávia része lett. A második világháború idején a Független Horvát Állam része lett, de lakói közül sokan vettek részt a partizánharcokban. 1944. március 28-án és 29-én a németek és a támogatásukat élvező knini csetnikek megtorlásul Rože és Voštane 508 lakosát mészárolták le. A háború alatti német megtorlásoknak összesen 1500, a Kamešnica alján fekvő falvakból származó lakos esett áldozatául. A háború után a szocialista Jugoszláviához került. Az 1960-as évektől lakossága tömegesen vándorolt ki, a megmaradt idős emberek pedig idővel kihaltak. 1991 óta a független Horvátországhoz tartozik. 2011-ben a településnek mindössze 32 állandó lakosa volt.

## Lakosság
| Lakosság változása | Lakosság változása | Lakosság változása | Lakosság változása | Lakosság változása | Lakosság változása | Lakosság változása | Lakosság változása | Lakosság változása | Lakosság változása | Lakosság változása | Lakosság változása | Lakosság változása | Lakosság változása | Lakosság változása | Lakosság változása |
| ------------------ | ------------------ | ------------------ | ------------------ | ------------------ | ------------------ | ------------------ | ------------------ | ------------------ | ------------------ | ------------------ | ------------------ | ------------------ | ------------------ | ------------------ | ------------------ |
| 1857               | 1869               | 1880               | 1890               | 1900               | 1910               | 1921               | 1931               | 1948               | 1953               | 1961               | 1971               | 1981               | 1991               | 2001               | 2011               |
| 206                | 0                  | 233                | 203                | 249                | 233                | 315                | 337                | 328                | 351                | 374                | 329                | 253                | 247                | 102                | 32                 |

## Nevezetességei
A Gyógyító boldogasszony tiszteletére szentelt római katolikus temploma a 18. század elején közvetlenül a török alóli felszabadulás után épült. Az 1750-es egyházlátogatás jelentésében már szerepel. Ez az első templom egy alacsony, kőből épített és kőlapokkal fedett épület volt. 1888-ban teljesen megújították és ennek során falait egy méterrel megemelték. Ekkor nyerte le mai formáját. A templomnak négyszögletes apszisa van, hosszúsága 14 méter, szélessége 5 méter. A bejárat felett található a kis méretű harangtorony, benne egy haranggal. A hajó oldalfalain és az apszison egy-egy íves ablak látszik. A templomnak két oltára van, a főoltár a Boldogasszony, a mellékoltár Szent Antal tiszteletére van szentelve. Az épületet 1991-ben renoválták.